# Гайдамаки

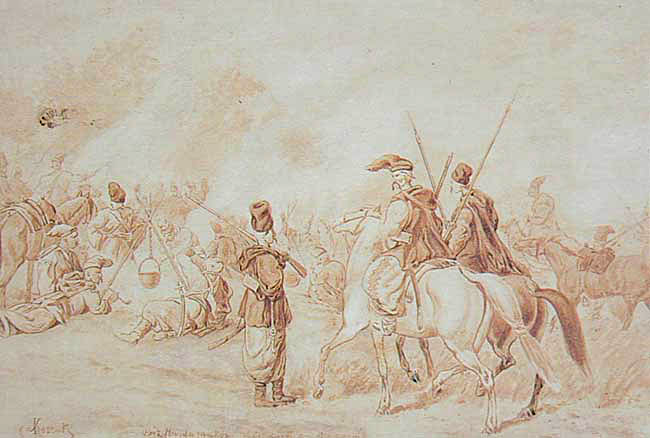
«Табір гайдамаків». Юліуш Коссак, 1874.

Гайдамаки. Радянський лубок, 1927.

Гайдама́ки (від тур. haydamak — піти нанівець) — самоназва народних повстанців на Правобережній Україні, що залишалася до кінця XVIII століття під владою Речі Посполитої. Вперше слово «гайдамаки» згадується у писемних джерелах від 1717 року.
Гайдамацький рух — це національно-визвольний і суспільно-політичний рух проти народного поневолення на Правобережній Україні наприкінці XVIII — на початку XIX ст., який поширився на Київщині, Брацлавщині і Волині. Зумовлений соціальними, релігійними та національними реаліями України 18 ст., насамперед ускладненням внутрішньо-політичної ситуації в правобережній частині Гетьманщини після її підпорядкування Речі Посполитій. Гайдамацькі загони складалися із селян, козаків, наймитів, міщан-ремісників і навіть збіднілих шляхтичів. Гайдамацькі рухи розпочалися в перші десятиріччя 18 ст. й тривали аж до кінця 1760-х років, зрештою вилившись у грандіозне повстання, що відоме в історії під назвою Коліївщина. Найвизначнішим гайдамацьким лідером був Максим Залізняк.
Тарас Шевченко написав поему «Гайдамаки».

## Історія
Руйнування національних державних інституцій, витворених правобережним козацтвом у ході національно-визвольної боротьби 2-ї половини 17 — початку 18 ст.; політична анархія, господарське розорення краю та відповідні зміни в соціальній структурі населення в поєднанні з конфесійними проблемами, які накопичувалися, створювали в регіоні сприятливий ґрунт для соціального та національного протистояння. Селяни, у свідомості яких ще жили традиції козацької волі, не бажали нової панщини, а до панів залічували не тільки магнатів та орендарів і факторів-євреїв, а й греко-католицьке духовенство. Гайдамацький рух об'єднав незаможних селян-втікачів, найманих робітників з ґуралень, млинів, фільварків, міщан, дрібну шляхту й нижче духовенство, аби підтримувати його найширші верстви населення.
Перша згадка про гайдамаків у джерелах датується 1715, хоча, за твердженням В.Антоновича, гайдамацькі загони почали діяти на Волині вже 1708. Кількість їх збільшувалася настільки швидкими темпами, що для боротьби з гайдамаками польський уряд змушений був використовувати підрозділи регулярної армії.
Зародившись на Правобережньому Подніпров'ї, рух поширився на інші регіони українських земель (Галичину, Лівобережну Україну, Слобідську Україну). Притаманний йому перманентний характер та партизанська тактика боротьби сковували військово-політичний апарат Речі Посполитої, розхитували її господарську систему. Центром формування гайдамацьких загонів стало степове Запорожжя. Соціальну основу руху становило селянство. Активну участь у гайдамаччині брали також представники інших верств і прошарків — ремісники і міщани, частина дрібної шляхти, чернецтво православних монастирів. Рух підтримувався окремими поміщиками та православним духовенством.
Досить вагомою (особливо на першому етапі) виявилася участь злюмпенізованих елементів, що надавало рухові розбійницького забарвлення. Активно діючою силою, яка ввела гайдамаччину в русло організаційно спрямованої боротьби за віру православну (див. Православ'я) та повернення до соціальних завоювань доби національної революції 1648—1676, стало запороз. козацтво. Його роль особливо зросла після 1734 — часу відновлення Нової Січі . Саме цього року спалахнуло і велике гайдамацьке повстання, полум'я якого швидко охопило майже всю Правобережну Україну, перекинулося на Галичину і частину Лівобережжя. Приводом для народного виступу послужило введення в Польщу російських військ для підтримки вигідної для Російської держави кандидатури Августа III Саксонського на польський королівський престол, що за часом збіглося із закінченням пільгових термінів на теренах Брацлавщини, а відповідно — посиленням визисків з місцевого населення. Повстання під проводом Верлана, Скорича, Гриви, Медвідя, Моторного та ін. відзначалося порівняною масштабністю та організованістю. Воно знаменувало перехід Гайдамацього руху на вищий щабель — від розрізнених дій невеликих ватаг, що обмежувалися нападами на місцевих дрібних шляхтичів і орендарів, до акцій більш загальних, здійснюваних силами великих загонів.
Придушене російськими і польськими військами повстання перейшло в безперервну збройну боротьбу невеликих, але мобільних загонів (ватаги Г.Голого, Одимченка, Заїки, М.Сухого та ін.). Новий значний спалах гайдамаччини спостерігався 1750. Підтримані місцевим населенням, повстанці захопили декілька міст на теренах Правобережної України, перейшли на лівий берег Прип'яті (прит. Дніпра). Від 1759 спостерігалася активізація дій гайдамаків на Слобожанщині. Органічний зв'язок із розвитком гайдамацького руху мала Коліївщина 1768 — якісно новий вияв національно-визвольних змагань українців у 18 ст. Гайдамацький рух у Правобережній Україні виходив за межі внутріпольської проблеми.
Досить швидко він став важливим зовнішнім фактором, що впливав на розвиток міждержавних стосунків Османської імперії, Російської імперії, Австрії, Пруссії. В коловорот національно-визвольної боротьби в Україні були втягнені представники інших етносів. Виступи гайдамаків викликали співчуття і підтримку в населення сусідніх слов'янських країн. За своїми типологічними рисами, формами і методами Гайдамацького руху мав багато спільного з аналогічними виявами боротьби інших європейських народів. Спорадичні виступи дрібних гайдамацьких ватаг проходили до кінця 18 ст. Його відгомін відчувався 1770–71, 1774–75 у Слобідській і Лівобережній Україні, подіях 1789 на Волині (див. Волинська тривога 1789), у виступі У.Кармалюка, у визвол. змаганнях початку 20 ст. Гайдамаки оспівані в численних піснях та думах, опоетизовані Т.Шевченком. Їхні керівники стали героями літературних та мистецьких творів.

#### Схожі рухи повстанців у Європі
- Дейнеки
- Опришки
- Гайдуки

### Енциклопедії
- В. П. Капелюшний. Гайдамаки [Архівовано 8 січня 2017 у Wayback Machine.] // Енциклопедія сучасної України / ред. кол.: І. М. Дзюба [та ін.] ; НАН України, НТШ. — К. : Інститут енциклопедичних досліджень НАН України, 2001–2024. — ISBN 966-02-2074-X.
- Онацький Є. Гайдамака // Українська мала енциклопедія. — К. : Університетське видавництво «Пульсари», 2016. — Т. І. — Видання друге, уточнене. — 576 с.: портр. — С. 215—217. — ISBN 978-617-615-060-2, ISBN 978-617-615-061-1 (том 1).
- Смолій В. А. Гайдамацький рух [Архівовано 8 січня 2017 у Wayback Machine.] // Енциклопедія історії України : у 10 т. / редкол.: В. А. Смолій (голова) та ін. ; Інститут історії України НАН України. — К. : Наукова думка, 2004. — Т. 2 : Г — Д. — С. 18. — ISBN 966-00-0405-2.
- Щусь О. Й. Гайдамаки [Архівовано 8 січня 2017 у Wayback Machine.] // Енциклопедія історії України : у 10 т. / редкол.: В. А. Смолій (голова) та ін. ; Інститут історії України НАН України. — К. : Наукова думка, 2004. — Т. 2 : Г — Д. — С. 18. — ISBN 966-00-0405-2.
- Гайдамаччина [Архівовано 30 липня 2016 у Wayback Machine.] // Юридична енциклопедія : [у 6 т.] / ред. кол.: Ю. С. Шемшученко (відп. ред.) [та ін.]. — К. : Українська енциклопедія ім. М. П. Бажана, 1998—2004. — ISBN 966-749-200-1.
- Гайдамака [Архівовано 14 червня 2021 у Wayback Machine.] // Українська мала енциклопедія : 16 кн. : у 8 т. / проф. Є. Онацький. — Накладом Адміністратури УАПЦ в Аргентині. — Буенос-Айрес, 1958. — Т. 1, кн. II : Літери В — Ґ. — С. 223-224. — 1000 екз.
- Залізна тараня // Українська мала енциклопедія : 16 кн. : у 8 т. / проф. Є. Онацький. — Накладом Адміністратури УАПЦ в Аргентині. — Буенос-Айрес, 1966. — Т. 8, кн. XV : Літери Ст — Уц. — С. 1878. — 1000 екз.